# 埃及第十八王朝
第十八王朝，是古埃及新王国时期的第一个王朝，也是古埃及历史上最强盛的王朝之一。第十八王朝所处的时间大致是公元前16世纪至公元前13世纪（约公元前1570年－约公元前1293年），由阿赫摩斯继位开始，到哈伦海布死后传位给拉美西斯一世结束，共经历了14位法老。
约公元前1570年，第十七王朝法老卡摩斯的弟弟阿赫摩斯继位。阿赫摩斯在位期间成功驱逐了喜克索斯人，并统一了上下埃及，强大的第十八王朝建立了。其间埃及称为帝国，在一个世纪时间内，势力延伸深入亚洲，很多名义上独立的国家都承认埃及为其领主国。位于非洲尼罗河上游第五瀑布的努比亚也归附埃及。埃及人开始与北叙利亚和南部非洲进行频繁的贸易。王朝前几任法老还消灭了国内敌对的地方势力，建立了法老对政治和军事的中央集权。这一集权模式持续了几乎500年未曾改变，并使埃及王朝度过了几个危机，例如图特摩斯一世政变，女法老哈特谢普苏特摄政等。第十八王朝后期争夺国家最高权力的斗争越来越激烈，宗教领袖的影响力变大，严重威胁了法老的权力和统治。由于宗教影响力的增加，法老阿蒙霍特普四世（后改名为阿肯納頓）试图更改埃及信仰称为一神总教（仅崇拜太阳神阿顿），但他死后继位的法老，特别是图坦卡蒙（在位：前1332年－前1323年），又恢复了埃及传统的宗教和法老统治。约前1293年，任政府官员和大祭司拉美西斯一世继承王位，建立了第十九王朝，第十八王朝结束。

## 历史

### 统一埃及
埃及第十八王朝的第一位法老阿赫摩斯是埃及第十七王朝最后一位法老卡摩斯的弟弟（一说表弟）。约前1570年，卡摩斯在埃及与外族喜克索斯人的战争中战死，阿赫摩斯继位。在继位的最初十年时间里，控制南部上埃及的阿赫摩斯同控制着北部下埃及的喜克索斯人保持和平，但在之后的5年间，阿赫摩斯发动了驱逐喜克索斯人的战争并获胜，重新将埃及全境统一在自己的独一统治之下。
之后阿赫摩斯将反抗侵略的战争扩大为侵略战争，先后攻击叙利亚巴勒斯坦和努比亚，使埃及帝国的势力范围延伸到境外，向北到达白布罗斯（今黎巴嫩境内），向南到达布衡（位于尼罗河第二瀑布附近）。从此，埃及以军事帝国的姿态傲视邻国，古埃及历史进入了一个全新的时期——新王国时期。

### 图特摩斯一世
阿赫摩斯死后由儿子阿蒙霍特普一世继位，这位法老没有频繁的发动战争，而是更注重建造神殿。阿蒙霍特普一世死后，由于没有儿子，王位归于当时军事统帅图特摩斯，即图特摩斯一世。图特摩斯父母都不是王室亲戚，为保持王室血统，迎娶了阿赫摩斯的女儿做妻子，但也有人认为其实此人是图特摩斯一世自己的妹妹。
图特摩斯一世刚刚登基，南部归属于埃及的努比亚就起兵叛乱，图特摩斯一世亲率军队出击，亲手杀死努比亚王，将其尸体抗回埃及首部底比斯。此后图特摩斯一世又发动了对叙利亚巴勒斯坦和努比亚的战争，将埃及疆域扩大南至尼罗河第四瀑布附近的那帕塔，北至今土耳其边境附近。图特摩斯一世带回来的战利品以及附属国连年的进贡使当时的埃及前所未有的富庶，不过大部分财富都被图特摩斯一世用来建造太阳神阿蒙·拉的神殿了。图特摩斯一世死后被葬在新的陵墓——帝王谷中，之后三个王朝的法老均葬于此地。

### 女皇
图特摩斯一世的儿子图特摩斯二世是庶出（非正宫皇后所生），因此与具有王室血统的哈特谢普苏特结婚。哈特谢普苏特是图特摩斯一世皇后所生，其王室血统是否传于阿赫摩斯则由于其生母的血统而有争议。图特摩斯二世在位后期实际权力可能已经掌握在哈特谢普苏特手中，图特摩斯二世死后哈特谢普苏特更是将幼年的图特摩斯三世架空，自己做法老。成為埃及第三任女皇。
哈特谢普苏特统治埃及期间，停止了其父亲图特摩斯一世的征战，开始与邻国通商，特别是据记载的出海联络邦特（Punt）。此时的埃及十分繁华，哈特谢普苏特同样用大量财富建造神殿和陵墓，其中最著名的是底比斯尼罗河西岸的停靈廟（Deir el-Bahri）。但由于停止了战争，埃及对叙利亚巴勒斯坦的控制权减弱了，致使女法老死后叙利亚巴勒斯坦就宣布独立了。

### 帝国鼎盛时期

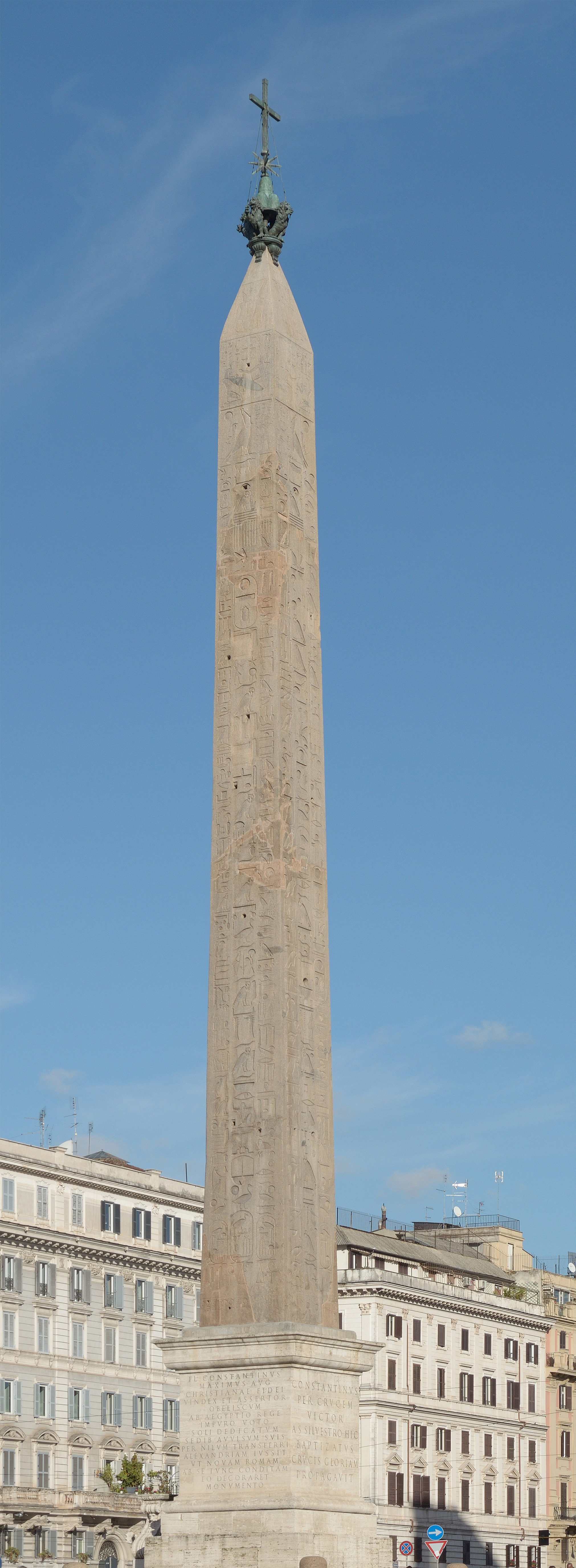
图特摩斯方尖塔，326年康斯坦丁大帝将其从埃及运至罗马

图特摩斯三世幼年时，埃及的实权被后母哈特谢普苏特掌握着。哈特谢普苏特死后，图特摩斯三世开始独自统治埃及，他进行连续不断的战争，平息了叙利亚巴勒斯坦的叛乱，恢复了哈特谢普苏特时代丧失的对该地区的统治。他在美吉多(又称麦吉杜)、卡迭石、卡尔赫美什等地取得一系列军事胜利（以围攻麦吉杜的战役最为有名）。后来，图特摩斯三世打败了米坦尼国王，夺占米坦尼王国位于幼发拉底河西岸的土地。经过长期的征服，埃及南部的边界被图特摩斯三世扩展至尼罗河第四瀑布。他还使利比亚、亚述、巴比伦、赫梯及克里特岛的统治者们都向他纳贡。由于图特摩斯三世的赫赫武功，一些历史学家称他为古埃及的拿破仑。
同时，图特摩斯三世还对其归属国进行文治，他把各归属国的皇子带到埃及，一方面作为人质，而更重要的是去教育他们永远忠于埃及。这一政策十分成功，使得图特摩斯三世的几位继任者不需要维持庞大的军队就可以维护埃及帝国对领国的控制和影响。为了避免皇后干政的“悲剧”重演，图特摩斯三世执政后期将王位传给了儿子阿蒙霍特普二世，两人共同执政，传位三年后图特摩斯三世逝世。

### 宗教改革

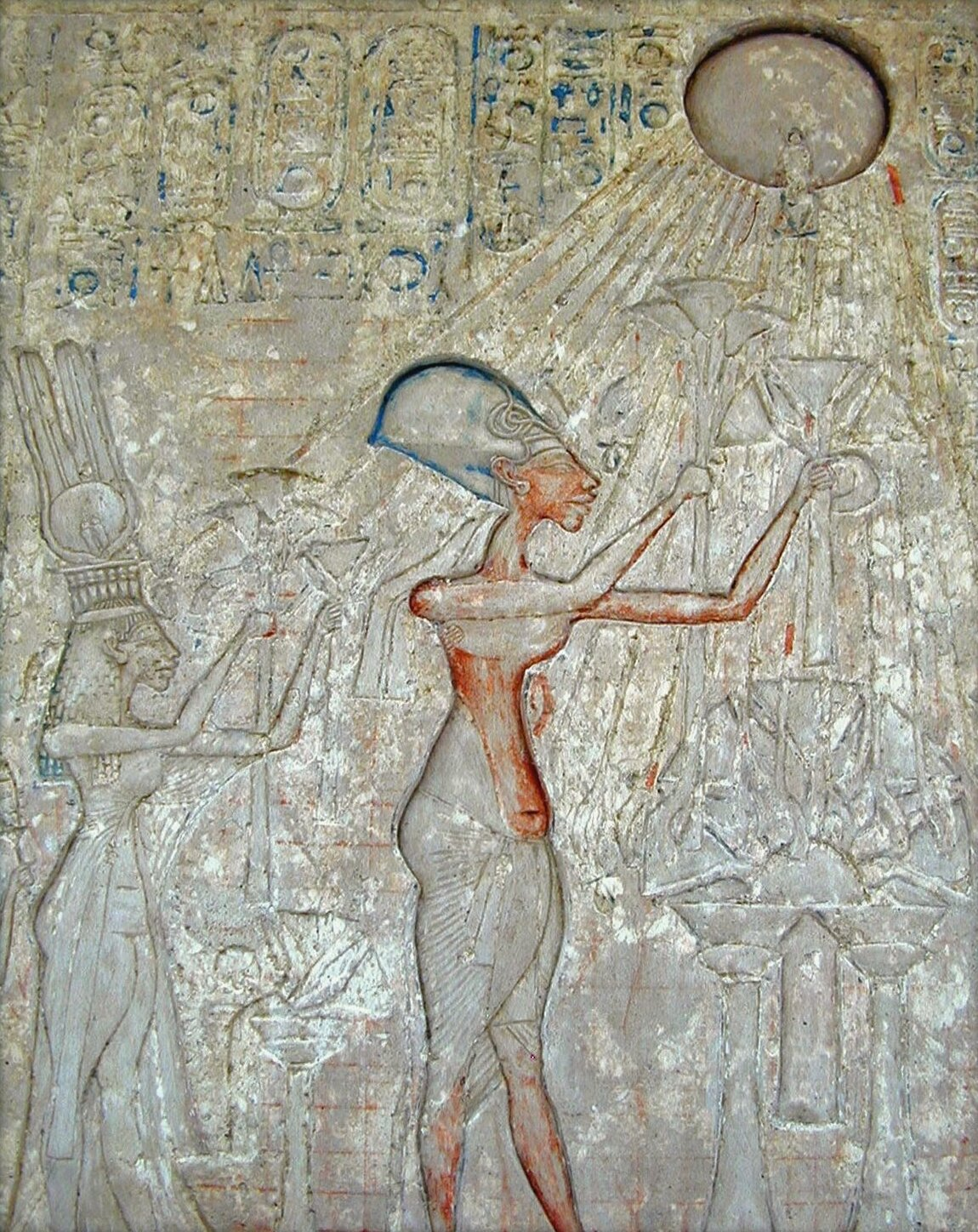
埃赫那顿和家人崇拜新太阳神阿顿

图特摩斯三世死后50多年，埃及没有发生重大战争，国力在其曾孙阿蒙霍特普三世期间达到顶峰。阿蒙霍特普三世是古埃及历史上最杰出的建筑师之一，一生建造了许多宏伟的建筑。
阿蒙霍特普三世的儿子阿蒙霍特普四世在位时期推行了可能是古埃及历史上最重大的举措——宗教改革，为此阿蒙霍特普四世把自己的名字改为阿肯納頓，意为“太阳神阿顿的光芒”。在此之前，古埃及宗教信仰中有很多神祇，其中重要的是太阳神拉、代表法老的荷鲁斯、和代表第十七王朝发源地底比斯的阿蒙。由于法老在埃及被认为是同神一体的人物（称为神王，god-king），政府对宗教和祭司十分重视，祭司门获得重权，法老也都热衷于修建神殿。阿蒙霍特普四世则在任期内简化了多神系统，要求全国统一只相信太阳神阿顿，其他神祇的神殿则被关闭，他还把埃及首都从底比斯迁至他新建的城市阿肯塔頓。这是世界上第一次出现一神论的宗教。但由于宗教改革撼动了掌握重权的祭司的地位，阿肯納頓死后，在图坦卡門即位3年后，阿蒙神被重新树立，寺庙也都恢复了，埃及首都也迁回底比斯，宗教改革失败了。
在此之后，王位落入政府高官手中，十八王朝最后两位法老均不是王室血统，最后一位法老哈伦海布仍然没有儿子，将法老位传给了当时的大祭司和税务总管帕拉米苏，即第十九王朝第一位法老拉美西斯一世，第十八王朝结束了。

## 法老列表
埃及第十八王朝法老列表以在位次序排列如下：
| 法老           | 在位时间             | 王室血统                  | 备注                              |
| -------------- | -------------------- | ------------------------- | --------------------------------- |
| 阿赫摩斯       | 25年                 | 卡摩斯之弟                | 约前1570年继位                    |
| 阿蒙霍特普一世 | 21年                 | 阿赫摩斯之子              |                                   |
| 图特摩斯一世   | 12年                 | 阿赫摩斯女婿              |                                   |
| 图特摩斯二世   | 13年                 | 图特摩斯一世之子          |                                   |
| 哈特谢普苏特   | 21年                 | 图特摩斯二世正室          | 图特摩斯一世之嫡女                |
| 图特摩斯三世   | 33年（名义上为54年） | 图特摩斯二世之子          | 非哈特谢普苏特所生                |
| 阿蒙霍特普二世 | 26年                 | 图特摩斯三世之子          |                                   |
| 图特摩斯四世   | 10年                 | 阿蒙霍特普二世之子        |                                   |
| 阿蒙霍特普三世 | 38年                 | 图特摩斯四世之子          |                                   |
| 阿蒙霍特普四世 | 17年                 | 阿蒙霍特普三世之子        | 后改名埃赫那顿                    |
| 斯门卡拉       | 3年                  | 埃赫那顿之子              | 有争议                            |
| 图坦卡蒙       | 11年                 | 埃赫那顿之子              | 有争议                            |
| 伊特努特·阿伊  | 4年                  | 以上三个法老的大臣        |                                   |
| 哈伦海布       | 约28年               | 伊特努特·阿伊的女婿和大臣 | 约前1293年逝世 传位给拉美西斯一世 |